# Rhotana concolor
Rhotana concolor är en insektsart som beskrevs av Bernhard Zelazny 1981. Rhotana concolor ingår i släktet Rhotana och familjen Derbidae. Inga underarter finns listade i Catalogue of Life.